# 윤종군
윤종군(尹鍾君, 1972년 9월 9일~)은 대한민국의 정치인이다. 제22대 국회의원이다.
제19대 국회의원 선거를 앞두고 안성시 선거구에 출마를 선언했으며 민주통합당 경선에서 승리를 거두면서 공천되었다. 하지만 본 선거 결과 41.54%의 득표율을 기록하면서 낙선했다.
제22대 국회의원 선거를 앞두고 안성시 선거구에 출마를 선언했으며 더불어민주당 경선에서 승리해 공천되었다. 본 선거 결과 50.71%의 득표율을 기록하면서 제22대 국회의원으로 당선되었다.

## 학력
- 1986~1989 안법고등학교 졸업
- 1989~1994 경희대학교 문리과대학 사학 학사
- 2005~2007 경기대학교 행정대학원 직업학 석사
- 2007~2010 경기대학교 대학원 직업학 박사

## 경력
- 경희대학교 부총학생회장
- 한국청소년운동연합 안성시지회 회장
- 한국진로교육학회 이사
- 한국직업상담협회 이사
- 경기대학교 강사
- 경희대학교 겸임교수
- 동아방송예술대학교 창의융합기초학부 산학협력중점조교수
- 동아방송예술대학교 평생교육원장
- 2004년: 열린우리당 공채 당직자
- 2005년~2006년: 열린우리당 정세균 원내대표 비서실 부장
- 2007년: 열린우리당 정세균 당의장 비서실 부장
- 2007년 11월~2007년 12월: 제17대 대통령 선거 대통합민주신당 정동영 대통령 후보 비서실 연설팀장
- 2010년~2011년: 민주당 경기도당 안성시 지역위원회 위원장
- 민주당 전략기획부국장
- 민주당 조직연수부국장
- 민주당 경기도당 수석대변인
- 민주당 중앙당 농민권익특별위원장
- 2012년~2013년: 민주통합당 정책위원회 부의장
- 2012년~2013년: 민주통합당 경기도당 안성시 지역위원회 위원장
- 2013년~2014년: 민주당 경기도당 안성시 지역위원회 위원장
- 2013년~2014년: 민주당 정책위원회 부의장
- 경기대학교 교수
- 동아방송예술대학교 창의융합기초학부 교수
- 2017년 4월~2017년 5월: 제19대 대통령 선거 더불어민주당 문재인 대통령 후보 국민주권선거대책위원회 비서실 메시지 팀장
- 2018년 4월~2018년 5월: 제7회 전국동시지방선거 경기 안성시장 더불어민주당 예비후보
- 2017년 5월~2018년 3월: 대통령비서실 연설비서관실 행정관
- 2019년 12월~2020년 3월: 2020년 재보궐선거 경기 안성시장 더불어민주당 예비후보
- 2020년 12월~2021년 11월: 경기도청 정무수석비서관
- 2022년 2월~2022년 3월: 제20대 대통령 선거 더불어민주당 이재명 대통령 후보 비서실 메시지총괄팀장
- 민주연구원 부원장
- 2022년 4월~2024년 5월: 더불어민주당 경기도당 안성시 지역위원회 위원장 직무대행
- 2024년 4월 10일: 대한민국 제22대 국회의원 선거 당선(경기 안성시, 더불어민주당, 초선)
- 2024년 5월~2025년 4월: 더불어민주당 원내대변인
- 2024년 5월~: 더불어민주당 경기도당 안성시 지역위원회 위원장
- 2025년 3월~: 더불어민주당 경기도당 기본사회위원회 수석부위원장
- 2025년 6월~: 더불어민주당 김병기 원내대표 지원실장

### 의정 활동
- 2024년 5월 30일~: 제22대 국회의원(경기 안성시, 더불어민주당, 초선)
  - 2024년 6월~: 제22대 국회 전반기 국토교통위원회 위원
  - 2024년 6월~2025년 7월: 제22대 국회 전반기 국회운영위원회 위원

## 역대 선거 결과
|  | 41.54% |

|  | 50.71% |

## 소속 정당
| 소속 정당 | 소속 정당      | 소속 기간 | 비고      |
| --------- | -------------- | --------- | --------- |
|           | 열린우리당     | 2004~2007 | 정계 입문 |
|           | 대통합민주신당 | 2007~2008 | 합당      |
|           | 통합민주당     | 2008      | 합당      |
|           | 민주당         | 2008~2011 | 당명 변경 |
|           | 민주통합당     | 2011~2013 | 합당      |
|           | 민주당         | 2013~2014 | 당명 변경 |
|           | 새정치민주연합 | 2014~2015 | 합당      |
|           | 더불어민주당   | 2015~2017 | 당명 변경 |
|           | 무소속         | 2017~2018 | 탈당      |
|           | 더불어민주당   | 2018~2020 | 복당      |
|           | 무소속         | 2020~2021 | 탈당      |
|           | 더불어민주당   | 2021~현재 | 복당      |

## 같이 보기
- 안성시 (선거구)
- 안성시의 국회의원